# Hubris
Pour les articles homonymes, voir Hybris (homonymie).

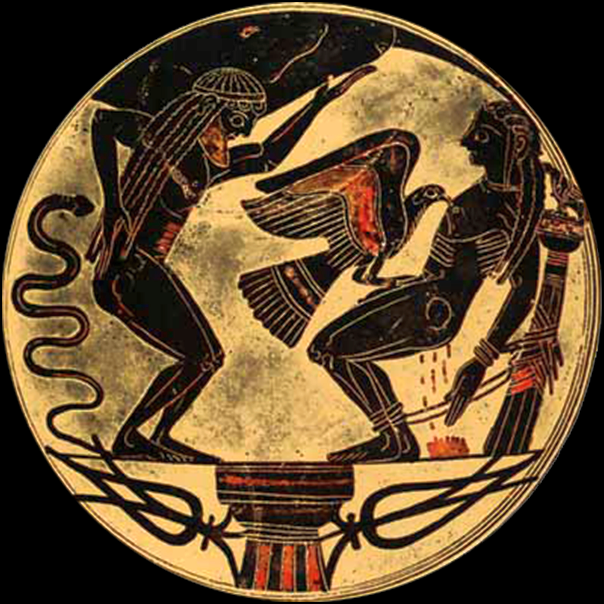
Poterie à figures noires (-550) représentant Prométhée purgeant sa peine, attaché à une colonne.

L’hubris ou ubris (en grec ancien : ὕϐρις / húbris) ou plus rarement hybris, est une notion grecque qui se traduit le plus souvent par « démesure ». Elle désigne un comportement ou un sentiment violent inspiré par des passions, particulièrement l'orgueil et l’arrogance, mais aussi l’excès de pouvoir et de ce vertige qu’engendre un succès trop continu. Les Grecs lui opposaient la tempérance et la modération, qui est d’abord connaissance de soi et de ses limites.
Dans la Grèce antique, du point de vue juridique, l’hybris désignait un acte transgressif violent considéré comme un crime. Cette notion recouvrait des violations comme les voies de fait, les agressions sexuelles et le vol de propriété publique ou sacrée. On en trouve deux exemples bien connus : les deux discours de Démosthène, Contre Midias et Contre Conon, plaidoyer portant sur l’accusation publique pour « outrages » (γραφὴ ὕβρεως / graphḕ húbreōs). Du point de vue philosophique et moral, c'est la tentation de démesure ou de folie imprudente des humains, tentés de rivaliser avec les dieux. Ceci vaut en général, dans la mythologie grecque, de terribles punitions de leur part.

## Mythologie
Dans la mythologie grecque, Hybris est une divinité allégorique personnifiant l’hybris. Eschyle lui attribue pour mère Dyssebeia (l'Impiété) tandis qu'Hygin la range parmi les enfants de la Nuit et de l'Érèbe. 
Dans la fable d'Ésope de La guerre et sa mariée, racontée par Babrius et numérotée 367 dans l'Index Perry, il est raconté comment Polémos, la personnification de la Guerre, a tiré Hybris comme sa femme dans une loterie de mariage. Il l'aime depuis tellement qu'ils sont désormais inséparables. Par conséquent, avertit Babrius, « Que l'Hybris ne vienne jamais parmi les nations ou les villes des hommes, trouvant grâce auprès de la foule, car après elle, la Guerre sera à portée de main ».
Certains manuscrits de la Bibliothèque du pseudo-Apollodore font état de son commerce amoureux avec Zeus, qu'elle aurait rendu père du dieu Pan, mais le nom d'Hybris provient peut-être d'une mauvaise lecture de celui de la nymphe arcadienne Thymbris. Le plus souvent, c'est Coros, le dieu personnifiant la Satiété, que lui attribue pour fils Pindare. Hybris a pour compagne Anaideia, personnification de l'absence de pitié et de merci.

## Nature de l’hybris

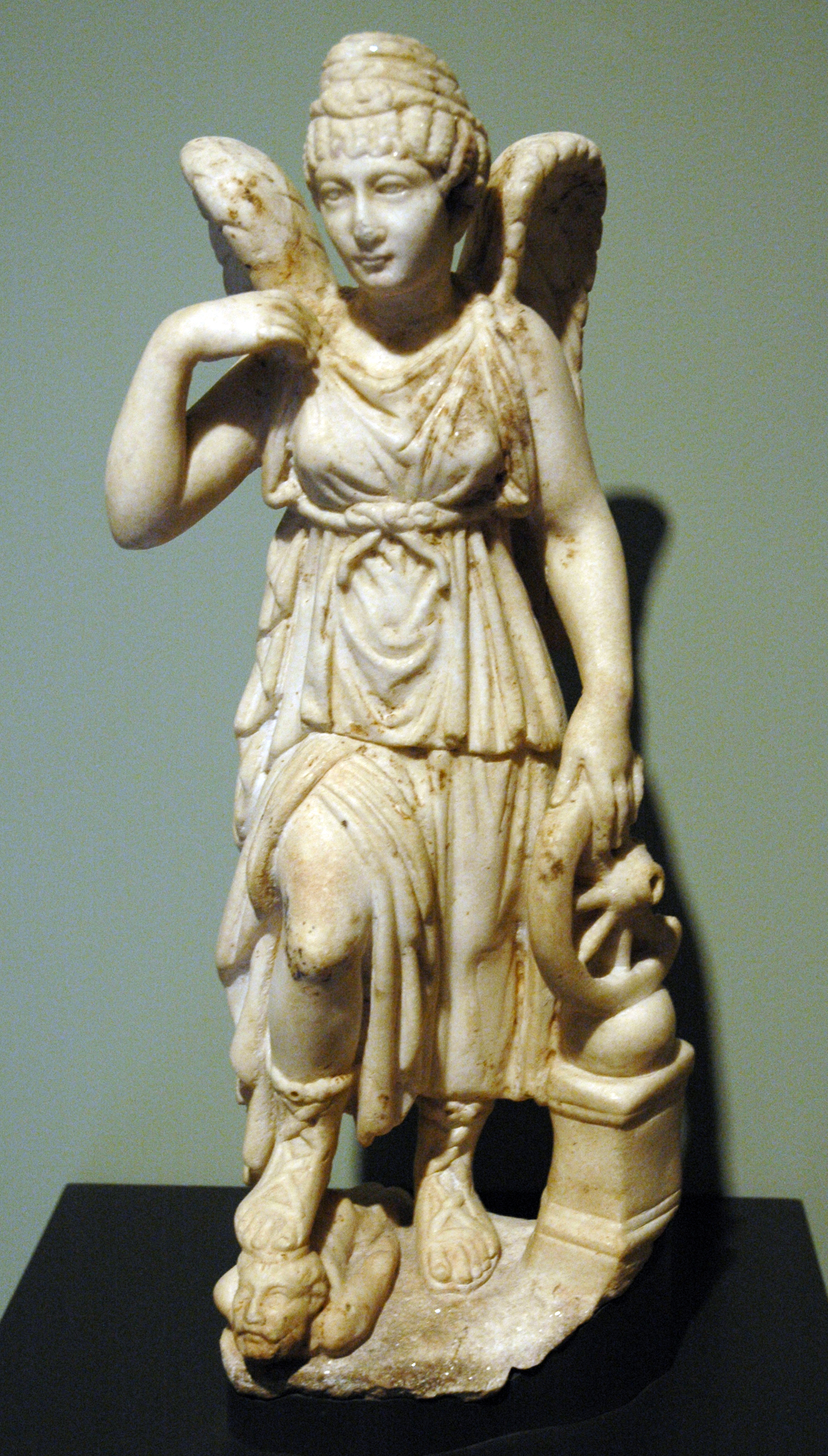
La déesse Némésis tenant la roue de la fortune, statue en marbre du IIe siècle, villa Getty.

La religion grecque antique ignore la notion de péché tel que le conçoit le christianisme. En effet, les Grecs n’imaginaient pas qu’un dieu puisse se préoccuper de ce qu’ils pensaient dans le secret de leur âme : « […] nul enseignement, nulle doctrine susceptibles de donner à cette participation affective d’un moment, assez de cohésion, de consistance et de durée pour l’orienter vers une religion de l’âme. »
Il n'en reste pas moins que l’hybris constitue la faute fondamentale dans cette civilisation. Elle est à rapprocher de la notion de moïra, terme grec qui signifie entre autres « destin ». Les anciens concevaient en effet le destin en termes de partition. Le destin, c'est le lot, la part de bonheur ou de malheur, de fortune ou d'infortune, de vie ou de mort, qui échoit à chacun en fonction de son rang social, de ses relations aux dieux et aux hommes. Or l'homme qui commet l’hybris est coupable de vouloir plus que la part qui lui est attribuée par la partition destinale. La démesure désigne le fait de désirer plus que ce que la juste mesure du destin nous a attribué.
Le châtiment de l’hybris, par les dieux, est la némésis, qui fait se rétracter l'individu à l'intérieur des limites qu'il a franchies. Hérodote l'indique clairement dans un passage significatif :

« Regarde les animaux qui sont d'une taille exceptionnelle : le ciel les foudroie et ne les laisse pas jouir de leur supériorité ; mais les petits n'excitent point sa jalousie. Regarde les maisons les plus hautes, et les arbres aussi : sur eux descend la foudre, car le ciel rabaisse toujours ce qui dépasse la mesure. »

Si l’hybris est donc le mouvement fautif de dépassement de la limite, la némésis désigne le mouvement inverse de la rétractation vengeresse.
L’hybris n'est pas réservée aux personnages de la mythologie, du domaine de l'imaginaire ni des héros de tragédie, c'était aussi la faute de personnages réels, dont Socrate accuse Alcibiade dans les livres de Platon, et dont traite Platon dans Le Banquet, où l'hybris est considérée comme un défaut caractéristique de la jeunesse. Dans l'organisation sociale archaïque d'Homère, lorsqu'il y a meurtre, la famille ou entourage proche du défunt poursuit personnellement l'accusé, mais celui-ci peut faire intervenir son clan et demander l'abandon des poursuites contre une rançon appelée en l'occurrence « prix du sang ». Dans son Traité des lois, Théophraste dit qu'il existe à Athènes deux sortes d'autels de justice : autels de la Vengeance et autels de l'Injure, en fait des pierres sans taille faisant office de tribunes devant l'Aréopage. L'autel du poursuivant s'appelait la « pierre de l’implacable » (ἀναιδεία / anaideía), c'est-à-dire celle de la vengeance inflexible, qui refuse de recevoir le prix du sang (αἰδεῖσθαι / aideîsthai, « avoir pitié »). Celle de l'accusé s'appelait la « pierre de l’hybris », c'est-à-dire de l'orgueil qui pousse au crime,.

## Littérature et morale
La mythologie regorge de récits mettant en scène un personnage puni pour son hybris envers les dieux, en tant que divinisation indue : Tantale, Minos, Atrée, etc., sont tous maudits pour cette raison. Dans Les Travaux et les Jours d'Hésiode, les différentes races d'hommes (de bronze, de fer, etc.) qui se succèdent sont de même condamnées pour leur hybris. D'une certaine manière, la faute d'Agamemnon dans le premier livre de L’Iliade relève de l’hybris en tant qu'il dépossède Achille de la part de butin qui devrait justement lui revenir.
Dans cet extrait d'Aristote, hybris est traduit par « outrage » :

« V. Celui qui outrage méprise. En effet, l'outrage c'est le fait de maltraiter et d'affliger à propos de circonstances qui causent de la honte à celui qui en est l'objet, et cela dans le but non pas de se procurer autre chose que ce résultat, mais d'y trouver une jouissance. Ceux qui usent de représailles ne font pas acte d'outrage, mais acte de vengeance.
VI. La cause du plaisir qu'éprouvent ceux qui outragent, c'est qu'ils croient se donner un avantage de plus sur ceux auxquels ils font du tort. Voilà pourquoi les jeunes gens et les gens riches sont portés à l'insolence. Ils pensent que leurs insultes leur procurent une supériorité. À l'outrage se rattache le fait de déshonorer, car celui qui déshonore méprise, et ce qui est sans aucune valeur ne se prête d’aucune estimation, ni bonne, ni mauvaise. De là cette parole d'Achille en courroux : « Il m'a déshonoré, car, pour l'avoir prise (Briséis), il a l'honneur qu'il m'a ravi » ; et cette autre : « Comme un vil proscrit… » Ces expressions excitent sa colère. »

L'hybris est souvent considérée comme l’hamartia (ἁμαρτία / hamartía, « erreur », c’est-à-dire la folie) des personnages des tragédies grecques et la cause de la némésis qui s'abat sur eux. Albert Camus le montre clairement à propos de Xerxès dans son essai L'Homme révolté : « Les Anciens, s’ils croyaient au destin, croyaient d’abord à la nature, à laquelle ils participaient. Se révolter contre la nature revient à se révolter contre soi-même. […] Le sommet de la démesure pour un Grec est de faire battre de verges la mer, folie de barbare. Le Grec peint sans doute la démesure, puisqu’elle existe, mais ils lui donnent sa place, et par là une limite. » Toutefois, les tragédies ne présentent qu'une petite portion des hybris de la littérature grecque et, généralement, l'hybris a lieu par des interactions entre mortels. En conséquence, il est le plus souvent admis que les Grecs ne considéraient pas l'hybris religieusement et encore moins que c'était chose normalement punie par les dieux.
La conception de l’hybris comme faute détermine la morale des Grecs comme étant une morale de la mesure, de la modération et de la sobriété, obéissant à l'adage pan metron (en grec ancien : πᾶν μέτρον / pân métron, qui signifie littéralement « de la mesure en tout », c’est-à-dire « jamais trop » et « toujours assez »). L'homme doit rester conscient de sa place dans l'univers, c'est-à-dire à la fois de son rang social dans une société hiérarchisée et de sa mortalité face aux dieux immortels.

### Autres mythes reliés
- Le mythe de Prométhée
- Le mythe d'Icare
- Le mythe de Bellérophon
- Le mythe d'Arachné
- Le mythe de Niobé
- Mythes reliés aux enfers : Tantale et de Sisyphe
- Le mythe d'Œdipe
- Le mythe de Laomédon, roi de Troie

## Usage moderne
En 2018, dans les médias français, il est remarqué que ce terme est souvent utilisé pour désigner l’orgueil démesuré d'un dirigeant (politique ou autre). D'après l'historien Vincent Azoulay, cette mode viendrait de l'usage très fréquent qui en est fait dans la presse anglo-saxonne depuis de nombreuses années.